# Gustaf D:son Aschan

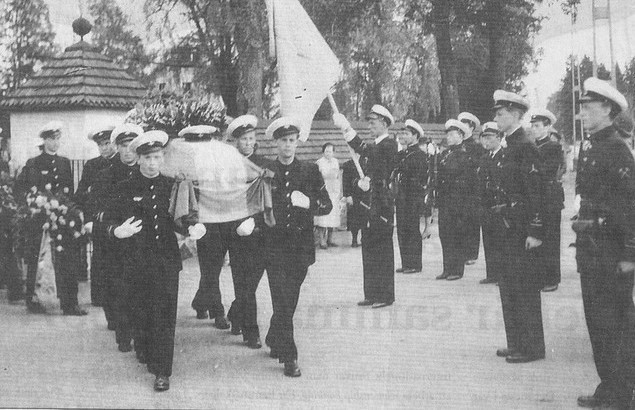
Sonen Nils Otto Gustaf Wilhelm Aschans begravning, 1945

Nils Gustaf D:son Aschan, folkbokförd Nils Gustaf Danielsson Aschan, född 17 december 1897 i Gårdeby församling i Östergötlands län, död 23 januari 1983 i Strängnäs domkyrkoförsamling i Södermanlands län, var en svensk militär.
Gustaf D:son Aschan var son till godsägaren Otto D:son Aschan och Agnes Hjersing. Familjen tillhörde släkten Aschan från Östergötland. Han blev fänrik vid Första livgrenadjärregementet (I 4) 1918, kapten vid Livgrenadjärregementet (I 4) 1933, major vid infanteriinspektionen 1939, vid generalstaben 1940, blev överstelöjtnant 1941, övergick till Södermanlands regemente (pansar) (P 3) 1942, blev överste och sektionschef vid Göta pansarlivgardes detachement på Gotland 1943, inspektör vid infanteriet 1951, vid infanteriet och kavalleriet 1956, blev generalmajor 1958, i generalitetets reserv 1958. Han blev stabschef vid kavalleriinspektionen 1940 och vid infanteriinspektionen 1941. Han blev överadjutant hos Gustaf V 1943 (adjutant 1939).
Han gifte sig 1923 med Märta Nisser (1902–1989), dotter till bruksägaren Martin Nisser och Elisabeth Wettergren. I äktenskapet föddes tre barn:
1. Nils Otto Gustaf Wilhelm, född 7 mars 1925 i Linköping, död 23 maj 1945 i en flygolycka på Bråvalla flygflottilj i Norrköping. Han var vid sin död officersaspirant i Flygvapnet.
2. Gustaf Wilhelm, född 28 maj 1926 i Kärna socken, läkare.
3. Agnes Märta Elisabeth, född 13 maj 1929 i Stockholm.

## Utmärkelser
- Kommendör av första klassen av Svärdsorden (6 december 1950)[4]